# Thyreus
Thyreus is een geslacht van vliesvleugelige insecten uit de familie bijen en hommels (Apidae)

## Soorten
- T. abdominalis (Friese, 1905)
- T. abyssinicus (Radoszkowski, 1873)
- T. affinis (Morawitz, 1874)
- T. africana (Radoszkowski, 1893)
- T. albolateralis (Cockerell, 1919)
- T. albomaculatus (DeGeer, 1778)
- T. alfkeni (Brauns, 1909)
- T. altaicus (Radoszkowski, 1893)
- T. axillaris (Vachal, 1903)
- T. bimaculatus (Radoszkowski, 1893)
- T. bouyssoui (Vachal, 1903)
- T. brachyaspis (Cockerell, 1936)
- T. caeruleopunctatus (Blanchard, 1840)
- T. calceatus (Vachal, 1903)
- T. calophanes Lieftinck, 1962
- T. callurus (Cockerell, 1919)
- T. castalius Lieftinck, 1962
- T. centrimacula (Pérez, 1905)
- T. ceylonicus (Friese, 1905)
- T. cyathiger Lieftinck, 1962
- T. chinensis (Radoszkowski, 1893)
- T. decorus (Smith, 1852)
- T. delumbatus (Vachal, 1903)
- T. elegans (Morawitz, 1878)
- T. empeyi Eardley, 1991
- T. erythraeensis (Meyer, 1921)
- T. fallibilis (Kohl, 1906)
- T. forchhammeri Eardley, 1991
- T. formosanus (Meyer, 1921)
- T. fortissimus (Cockerell & Mackie, 1933)
- T. frieseanus (Cockerell, 1905)
- T. gambiensis (Cockerell & Mackie, 1933)
- T. grahami (Cockerell, 1910)
- T. hellenicus Lieftinck, 1968
- T. himalayensis (Radoszkowski, 1893)
- T. hirtus (de Beaumont, 1940)
- T. histrio (Fabricius, 1775)
- T. histrionicus (Illiger, 1806)
- T. hohmanni Schwarz, 1993
- T. hyalinatus (Vachal, 1903)
- T. illudens Lieftinck, 1968
- T. impexus Lieftinck, 1968
- T. incultus Lieftinck, 1968
- T. insignis (Meyer, 1921)
- T. insolitus Lieftinck, 1962
- T. interruptus (Vachal, 1903)
- T. irena Lieftinck, 1962
- T. janasivius (Sivik, 1957)
- T. kilimandjaricus (Strand, 1911)
- T. lieftincki Rozen, 1969
- T. lugubris (Smith, 1879)
- T. luzonensis (Cockerell, 1910)
- T. macleayi (Cockerell, 1907)
- T. maculiscutis (Cameron, 1905)
- T. massuri (Radoszkowski, 1893)
- T. medius (Meyer, 1921)
- T. meripes (Vachal, 1903)

- T. neavei (Cockerell, 1933)
- T. nigroventralis (Meyer, 1921)
- T. niloticus (Cockerell, 1937)
- T. nitidulus (Fabricius, 1804)
- T. novaehollandiae (Lepeletier, 1841)
- T. nubicus (Lepeletier, 1841)
- T. orbatus

Vlekkenbij (Lepeletier, 1841)
- T. oxaspis (Cockerell, 1936)
- T. parthenope Lieftinck, 1968
- T. pica (Strand, 1921)
- T. picaron Lieftinck, 1968
- T. picicornis (Morawitz, 1875)
- T. pictus (Smith, 1854)
- T. plumifer (Brauns, 1909)
- T. praestans Lieftinck, 1962
- T. praevalens (Kohl, 1905)
- T. pretextus (Vachal, 1903)
- T. priesneri Lieftinck, 1968
- T. proximus (Meyer, 1921)
- T. quadrimaculatus (Radoszkowski, 1883)
- T. quinquefasciatus (Smith, 1879)
- T. ramosellus (Cockerell, 1919)
- T. ramosus (Lepeletier, 1841)
- T. regalis Lieftinck, 1962
- T. rotundatus (Friese, 1905)
- T. rufitarsus (Rayment, 1931)
- T. scotaspis (Vachal, 1903)
- T. scutellaris (Fabricius, 1781)
- T. sejuncta (Saussure, 1890)
- T. sicarius Lieftinck, 1962
- T. smithii (Dalla Torre, 1896)
- T. somalicus (Strand, 1911)
- T. sphenophorus Lieftinck, 1962
- T. splendidulus (Lepeletier, 1841)
- T. stellifera (Cockerell, 1936)
- T. strandi (Meyer, 1921)
- T. surniculus Lieftinck, 1959
- T. takaonis (Cockerell, 1911)
- T. tinctus (Cockerell, 1905)
- T. tricuspis (Pérez, 1883)
- T. truncatus (Pérez, 1883)
- T. tschoffeni (Vachal, 1903)
- T. uniformis (W. F. Kirby, 1900)
- T. vachali (Friese, 1905)
- T. wallacei (Cockerell, 1905)
- T. waroonensis (Cockerell, 1913)